# Undressed
Undressed is het debuutalbum van de Amerikaanse queercore-band Pansy Division dat werd uitgegeven in maart 1993 door Lookout! Records.
Het album was al eerder in 1991 door zanger Jon Ginoli onder eigen beheer op cassette uitgegeven, met een andere formatie (Chris Bowe speelde nog basgitaar). Deze versie van het album werd opgenomen in Champaign, Illinois. Negen tracks van deze opnamesessies zijn ook te horen op het album uit 1993.

## Nummers
1. "Versatile" – 3:01
2. "Fem in a Black Leather Jacket" – 2:04
3. "Bunnies" – 2:03
4. "Boyfriend Wanted" – 2:52
5. "The Story So Far" – 2:47
6. "Hippy Dude" – 3:02
7. "Curvature" – 2:17
8. "The Cocksucker Club" – 2:20
9. "Crabby Day" – 2:46
10. "Luck of the Draw" – 2:25
11. "Rock & Roll Queer Bar" – 1:40
12. "Surrender Your Clothing" – 3:59
13. "Anthem" - 2:24

## Band
Pansy Division
- Jon Ginoli - zang, gitaar
- Chris Freeman - basgitaar, achtergrondzang
- Patrick Hawley - drums

Aanvullende muzikanten
- Sally Schlosstein - drums op tracks 4 en 7
- Chris Bowe - basgitaar op tracks 1, 3, 5, 6, 8-11 en 13
- Kent Whitesall - gitaar op tracks 1, 5, 6, 13 en slagwerk op track 9